# 926 Imhilde
A 926 Imhilde (ideiglenes jelöléssel 1920 GN) a Naprendszer kisbolygóövében található aszteroida. Karl Wilhelm Reinmuth fedezte fel 1920. február 15-én, Heidelbergben.